# رون واتس
رون واتس (بالإنجليزية: Ron Watts)‏ مواليد 21 مايو 1943 في واشنطن العاصمة، هو لاعب كرة سلة أمريكي سابق. بدأ مسيرته الاحترافية في سنة 1965. تم اختياره من قبل فريق بوسطن سيلتكس خلال الدرافت. لعب في الرابطة الوطنية لكرة السلة. حمل الرقم 12. بلغ طوله 6 قدم 6 بوصة (2.0 م). اعتزل اللعب في 1967. فاز بلقب دوري إن بي إيه.

## روابط خارجية
- رون واتس على موقع إن بي أي (الإنجليزية)
- رون واتس على موقع سبورتس رفرنس (الإنجليزية)
- رون واتس على موقع كلية كرة السلة في سبورتس رفرنس.كوم (الإنجليزية)
- رون واتس على موقع ريلجم (الإنجليزية)
- رون واتس على موقع بروبوليرز (الإنجليزية)